# Sarah Elisabeth Goode
Sarah Elisabeth Goode, nata Sarah Elisabeth Jacobs (Toledo, Ohio, 1855 – Chicago, 8 aprile 1905), è stata un'inventrice statunitense.
È stata la seconda donna afroamericana conosciuta a ricevere il MOST, un brevetto degli Stati Uniti, nel 1885. Per la verità, la prima donna afroamericana che si sa aver ricevuto un brevetto fu Judy W. Reed, il 23 settembre 1884, ma firmò il suo brevetto solo con un segno (una X) e non con la sua firma.

## Biografia

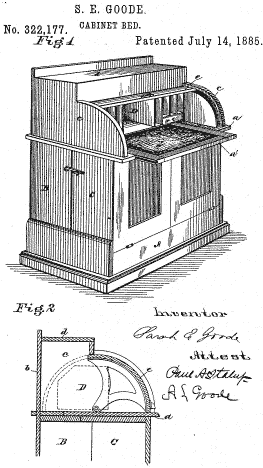
Brevetto rilasciato a Sarah E. Goode per il mobile letto pieghevole

Goode era nata con il nome di Sarah Elisabeth Jacobs nel 1855 a Toledo in Ohio, lo stesso anno in cui fu promulgato il Fugitive Slave Act. Era la seconda dei sette figli di Oliver e Harriet Jacobs, entrambi descritti nei registri pubblici come mulatti. Oliver Jacobs, nativo dell'Indiana, era un falegname. Sarah nacque in schiavitù e alla fine della guerra civile americana le fu concessa la libertà. La famiglia si trasferì poi a Chicago, in Illinois, dove Sarah incontrò e sposò Archibald "Archie" Goode, originario della contea di Wise, in Virginia; ebbero sei figli, di cui tre raggiunsero l'età adulta. Archie era descritto nei registri come un "costruttore di scale" e come un tappezziere e aprì un negozio di mobili.
Goode inventò un letto armadio pieghevole che aiutava le persone che vivevano in alloggi di piccole dimensioni a utilizzare il proprio spazio in modo efficiente. Al momento della sua invenzione, le abitazioni a New York si stavano espandendo verso l'alto, ma furono limitate, nel 1885, quando il consiglio comunale di New York approvò una legge che limitava gli edifici a un'altezza inferiore a 24 metri, per combattere gli edifici commerciali che diventavano sempre più alti. Gli edifici popolari di solito avevano una pianta di 7,5 per 30 metri. In questi ambienti ogni metro quadrato era importante e il risparmio di spazio era indispensabile. Goode sentì parlare di questo problema dai clienti del suo negozio di mobili a Chicago e decise di trovare una soluzione. Il letto di Goode poteva essere piegato e, quando chiuso, sembrava una scrivania, con spazio per riporre gli oggetti. Sarah ricevette un brevetto su questa sua invenzione, il 14 luglio 1885, con il numero # 322.177. Il suo letto pieghevole fece da precursore al Murphy bed, che venne brevettato nel 1900. Il suo obiettivo era bilanciare il peso durante la chiusura/apertura del letto, in modo che potesse essere facilmente sollevato, piegato e aperto. Riuscì a fissare il letto su ciascun lato in modo che, quando si piegava il letto, il mobile rimaneva al suo posto. A questo scopo inserì un supporto supplementare, al centro del letto, quando era aperto.
Goode morì l'8 aprile 1905.

## Invenzione del letto pieghevole

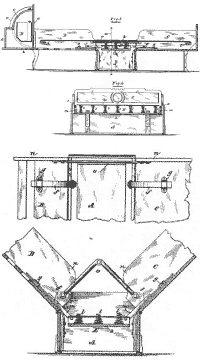
Brevetto concesso a Sarah E. Goode per l'armadio letto

Alcune fonti affermano che Sarah E. Goode sia stata la prima donna afroamericana a ricevere un brevetto negli Stati Uniti. Altri articoli attribuiscono il primato a Judy Reed, che inventò la macchina per impastare, e a Miriam Benjamin, che aveva inventato una sedia con un campanello per richiedere il servizio al tavolo negli hotel.
Il brevetto riguardava un letto pieghevole che sarebbe diventato il precursore del letto Murphy. Era un armadio letto che diventava una scrivania roll-top con scomparti per articoli da scrittura e cancelleria.

## Eredità
Nel 2012, nella zona sud di Chicago, è stata aperta la "Sarah E. Goode STEM Academy" (precedentemente nota come progetto "Southwest Area High School"), una scuola superiore incentrata sulla scienza e la matematica. Fa parte della Chicago Public Schools Urban Model High School (UMHS).
L'insegnamento si concentra su scienze, tecnologia, ingegneria e matematica per aiutare gli studenti a prepararsi per le carriere future. Esistono collaborazioni con IBM e gli studenti sono incoraggiati a laurearsi con certificazioni di settore e due anni di crediti universitari. Gli studenti ricevono anche tutor professionali e stage.